# PAエンジニア

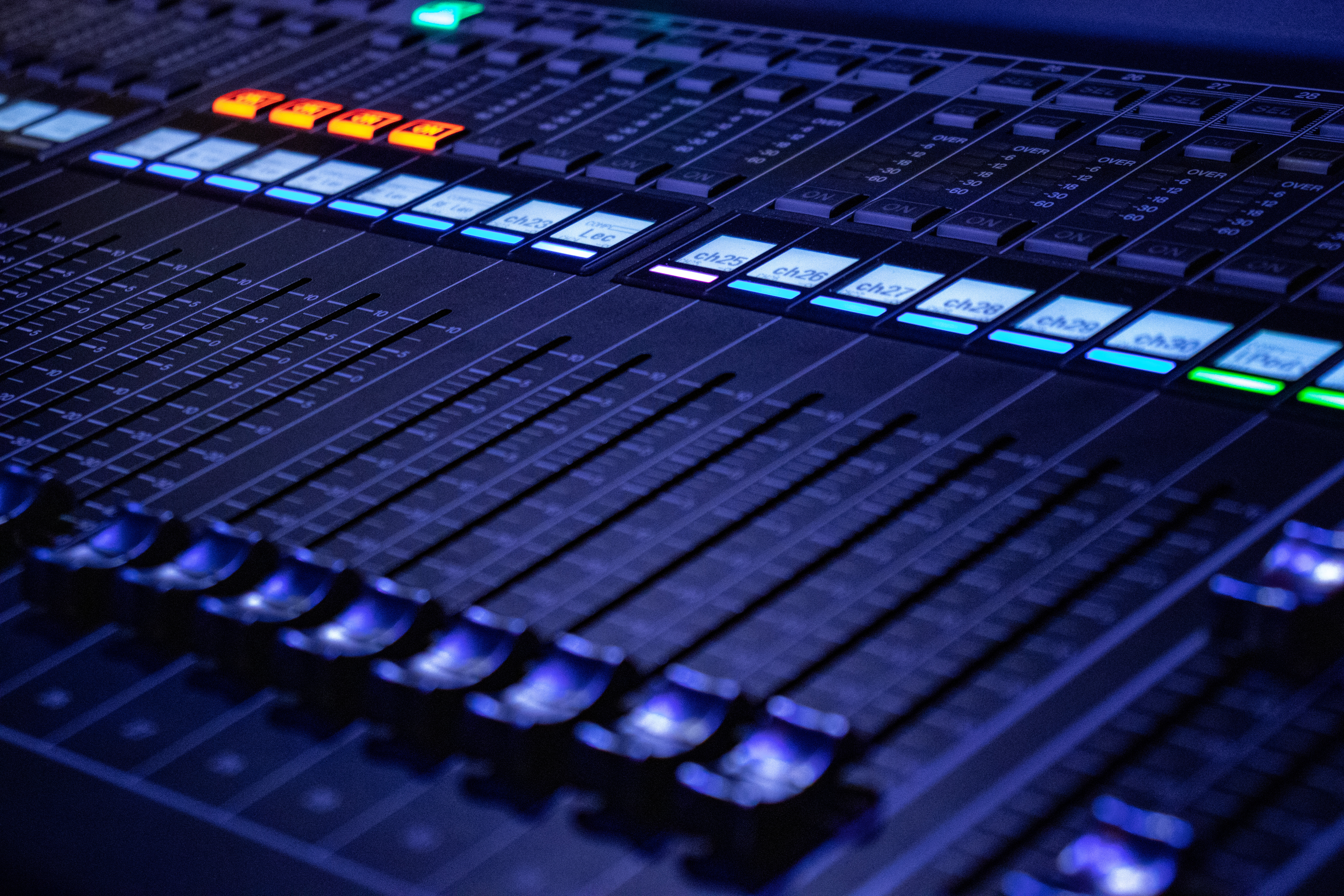
PAエンジニアが使うミキサー。これらのミキサーを使い、音を操作し、聞き取りやすい音をPAエンジニア達は作る。

PAエンジニアとは、電気音響設備を用いて公衆伝達（PA: Public Address）を行う技術者である。音響機材の操作のみならず、システム設計、施工、メンテナンスに至るまでの幅広い技術的知識と技能及び演目に関する深い知識が要求される。日本においては録音スタジオが都市部に集中しているのに比較してPAエンジニアを必要とする現場が全国に散らばっており、PAエンジニアは国内全般で活動している。

## 活動分野

### 音楽関係
もっとも認知され、かつ市場の大きさから多くの資金が投入されている分野。対象とする聴衆も数十人から数万人と幅広い。
PA装置を操作し、舞台上の演奏される音を会場の音響特性に合わせて最適な音質で提供することが求められる。会場内のどの場所でも同じ音量と音質で聴けることが理想である。演奏者によっては音質に関して強いリクエストを求めてくることもあり、それに応える能力も求められる。
ひとつの公演に関わる標準的な編成はチーフエンジニア1名とアシスタント1～数名である。チーフエンジニアは客席に提供する音の最終責任者であり、作業の監督者である。自ら客席に提供する音のミキシング作業を行うことも多い。ミキシング作業を行うPA席は通常観客席の真ん中から後方に配置されることが多く、舞台上のマイクセッティング、チェックなどはチーフがアシスタントに指示を出して共同作業で行う。規模が大きくなると舞台上のモニターシステムの調整を担当するエンジニアが加わる。モニターエンジニアは舞台上の演奏者とコミュニケーションを取り合って舞台上の複数のモニタースピーカーやイヤホンのバランスを個別に調整する。モニターエンジニアがいる場合、客席の担当者はハウスエンジニアと区別されることがある。両者の技術力に明確な差は見られないが、専門化する傾向がある。
また、近年ではアリーナなど広大な場所での音響管理に対応するため、スピーカーの配置計画や調整を専門に行うエンジニアも現れている。このようなエンジニアはシステムエンジニアと呼ばれている。システムエンジニアにはレコーディング・エンジニア以上に音響工学に対するより深い理解が要求される。

### 演劇関係
音楽関係と同等の技術力が求められる分野。劇伴と呼ばれる劇中音楽や効果音の送り出しも行う。聴衆は100名前後から4～5千人程度。
ミュージカルのような音楽が録音ではなく生演奏される場合、演奏のミキシングを司るエンジニアと役者の台詞を司るエンジニアがそれぞれ担当することが多い。この場合、客席向けのスピーカーも音楽用と台詞用に配置される例が見られる。
ワイヤレスマイク、特にヘッドセットの性能が向上したことから役者に小型のヘッドセットを装着することも多くなり、ワイヤレスマイクの使用量は多い。
小劇場では予算の関係もあり、劇団員がエンジニア的役割を担う例が多い。

### イベント関係
各種団体（企業、国家、自治体、宗教団体など）が主催する講演会、トークショー、各種プロモーション、スポーツイベント、学会発表など件数としてはもっともPAが要求されている分野。聴衆は数十人から数万人程度。
音源が司会者と演者のマイク1～2本というシンプルなものから、中継回線や再生装置、マイクからの入力が百チャンネルを超える国家規模のイベントまで扱う内容は多岐にわたる。演出上必要な効果音や音楽の再生も担当する。パネルディスカッションなどで数人から10人程度の話者に対して話のタイミングを逃さず、かつ雑音や呟きなどの不規則発言はスピーカーに通さないように制御することも求められることがある。
国際会議などが行われる場合、高度化された会議システムや同時通訳設備が運用されるケースにおいてPAエンジニアが専門に担当したり、場内のPAと兼務することがある。
結婚披露宴でもPA・照明・映像とエンジニアの入る場合があるが、こちらはシーンごとにより適正なタイミング、音量等が求められる。また、すべての業務を兼務する場合も見られる。

## 多目的ホールなどでの業務
ホールに勤務して音響以外のことも含めた日々の管理業務を行う。ホール職員が担当する場合とホールに委託された業者から派遣される場合がある。ホール職員の場合、利用者との打合せ、「乗り込み」と呼ばれる外部の音響・照明業者に対する窓口としての役割を持つ。公演本番に携わるときは比較的低廉な料金で請け負う担当者としての位置付けをされることが多い。ホール側も専門職として配置していない場合もあり、音響の知識のない電気関係担当者をPAと兼務させている場合もある。なお、ホールを通じて委託業者を呼ぶ場合はこの限りではない。

## 求められる能力
エンジニアとしての基本的な技術のほか、設営（いわゆる仕込み）は深夜早朝に及ぶことが多く、スピーカーや大型ミキサーを持ち運ぶため体力は第一条件である。同様に朝起きられない人は向いていない。また危険を伴う作業が多くあり時間にも追われていることから現場によっては殺伐となりがちなので、そういう状況に耐えられる精神的な強さも必須である他の音響系エンジニアよりも多く求められるのは現場での音量バランスを適切に判断する感覚と、トラブルの発生を未然に食い止めて、仮に起きたとしてもそれを迅速に解決できる経験とスキルである。

## 雇用先
主な雇用先として次のようなものが挙げられる。
- PA会社
- 楽器商
- ホール職員・ライブハウススタッフ

## 資格
- 舞台機構調整技能士（国家資格）
- 音響家技能認定（民間資格・日本音響家協会 認定）

## 著名なエンジニア
- 志村明
- 岡田辰夫

### 関連団体
- 日本舞台音響家協会
- 日本音響家協会
- 日本舞台音響事業共同組合